# Pilatushaus (Norymberga)
Dom Piłata (niem. Pilatushaus) – budynek gotycki położony w Norymberdze przy placu Tiergärtnertorplatz. Dom pochodzi z XV wieku, z 1489 roku. Adam Kraft zbudował na początku XVI wieku Norymberską Drogę Krzyżową, która się tutaj zaczynała.